# Wellington Town FC
Wellington (Somerset) Football Club, är en fotbollsklubb från Wellington i Somerset i England. Hemmamatcherna spelas sedan 1954 på Wellington Playing Fields.
1978 gick Wellington med i Western Football League. Man har tillbringat större delen av tiden i Division One men under tre säsonger i början av 1980-talet spelade man i Premier Division. 
Officiellt heter klubben bara Wellington FC, countyt läggs till för att skilja dem från en annan klubb Wellington FC från Herefordshire. Ibland kallas de även Wellington Town.

## Meriter
Western Football League Division One: 2007-2008